# NGC 33
NGC 33 es una estrella doble en la constelación de Piscis.

## Descubrimiento
NGC 33 fue descubierta por el astrónomo alemán Albert Marth, el 9 de septiembre de 1864.